# Insalata di arance

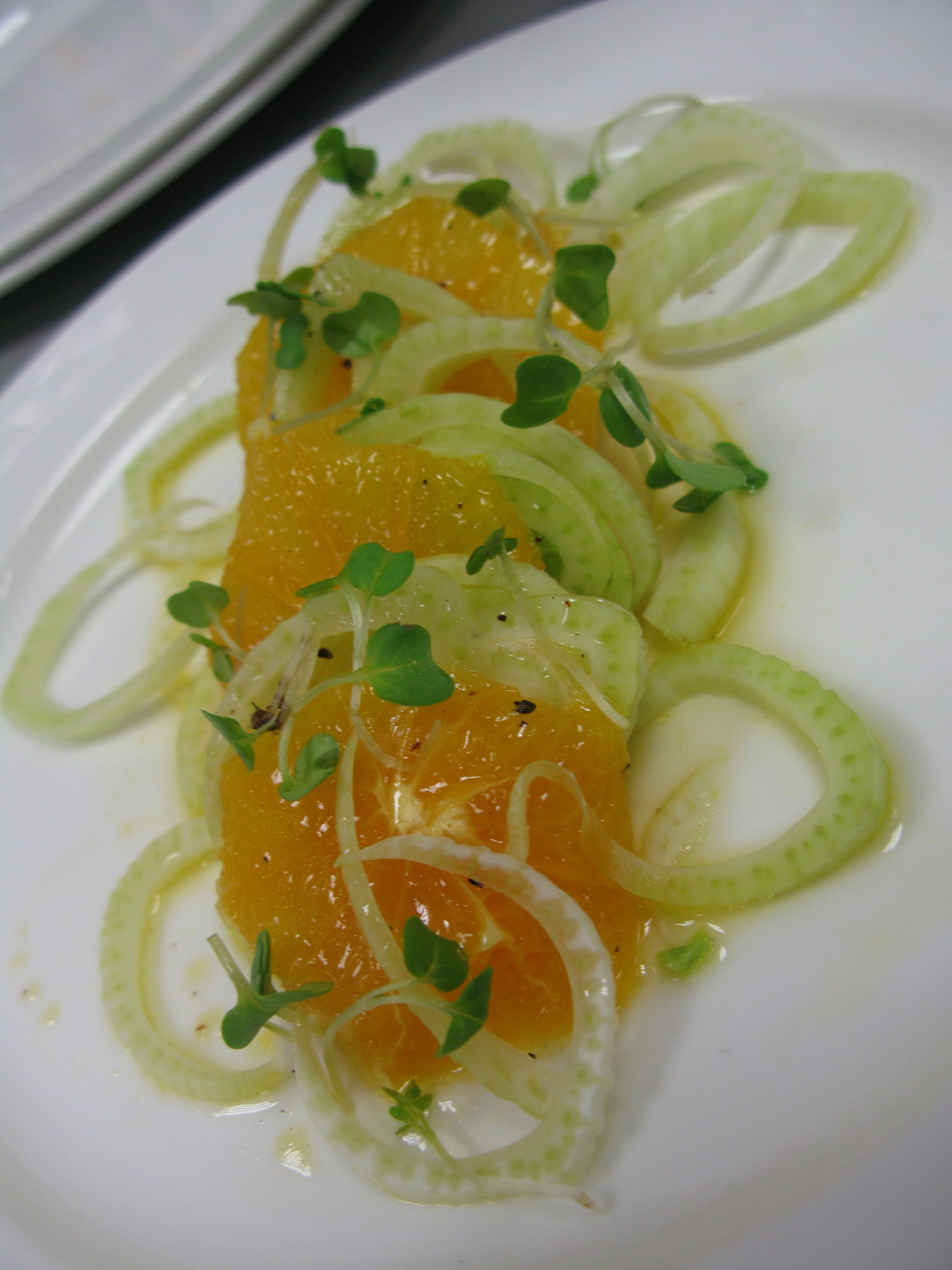
Insalata d'arance con finocchio

L'Insalata di arance è un piatto tipico della cucina spagnola e di quella siciliana; consiste in un'insalata con le arance come ingrediente principale.  Di solito si serve all'inizio oppure alla fine di un pasto.
Nella forma base, l'insalata è preparata con fettine di arancia, condite con olio di oliva, sale, e pepe nero. L'acidità dell'insalata, che generalmente si ottiene usando l'aceto o una salsa vinaigrette, è data dalle arance stesse.
Vi sono diverse varianti in cui mescolano le fettine d'arance con altri ingredienti, ad esempio i finocchi o le cipolle tagliati sottilissimi e le olive nere. In questi casi si aggiunge pure l'aceto e a piacere anche varie erbe aromatiche come il rosmarino la menta o il crescione.